# Dekanat Szczecinek
Dekanat Szczecinek – jeden z 24 dekanatów diecezji koszalińsko-kołobrzeska w metropolii szczecińsko-kamieńskiej. 
W skład dekanatu wchodzą następujące parafie:
- Borne Sulinowo, parafia pw. św. Brata Alberta
- Gwda Wielka, parafia pw. św. Stanisława
  - kościół filialny:
    1. Drawień
    2. Żółtnica
- Jelenino, parafia pw. Niepokalanego Poczęcia NMP
  - kościół filialny:
    1. Jeleń
    2. Krągi
    3. Sitno
- Parsęcko, parafia pw. MB Różańcowej
  - kościół filialny:
    1. Dalęcino
    2. Przeradz
    3. Radacz
- parafia Narodzenia Najświętszej Maryi Panny w Szczecinku
- parafia Ducha Świętego w Szczecinku
- parafia św. Rozalii w Szczecinku
- parafia Miłosierdzia Bożego w Szczecinku
  - kościół filialny: Skotniki
- parafia św. Franciszka z Asyżu w Szczecinku
- parafia św. Krzysztofa w Szczecinku
- Turowo, parafia pw. św. Józefa
  - kościół filialny: Wilcze Laski